# Bernard van Beek

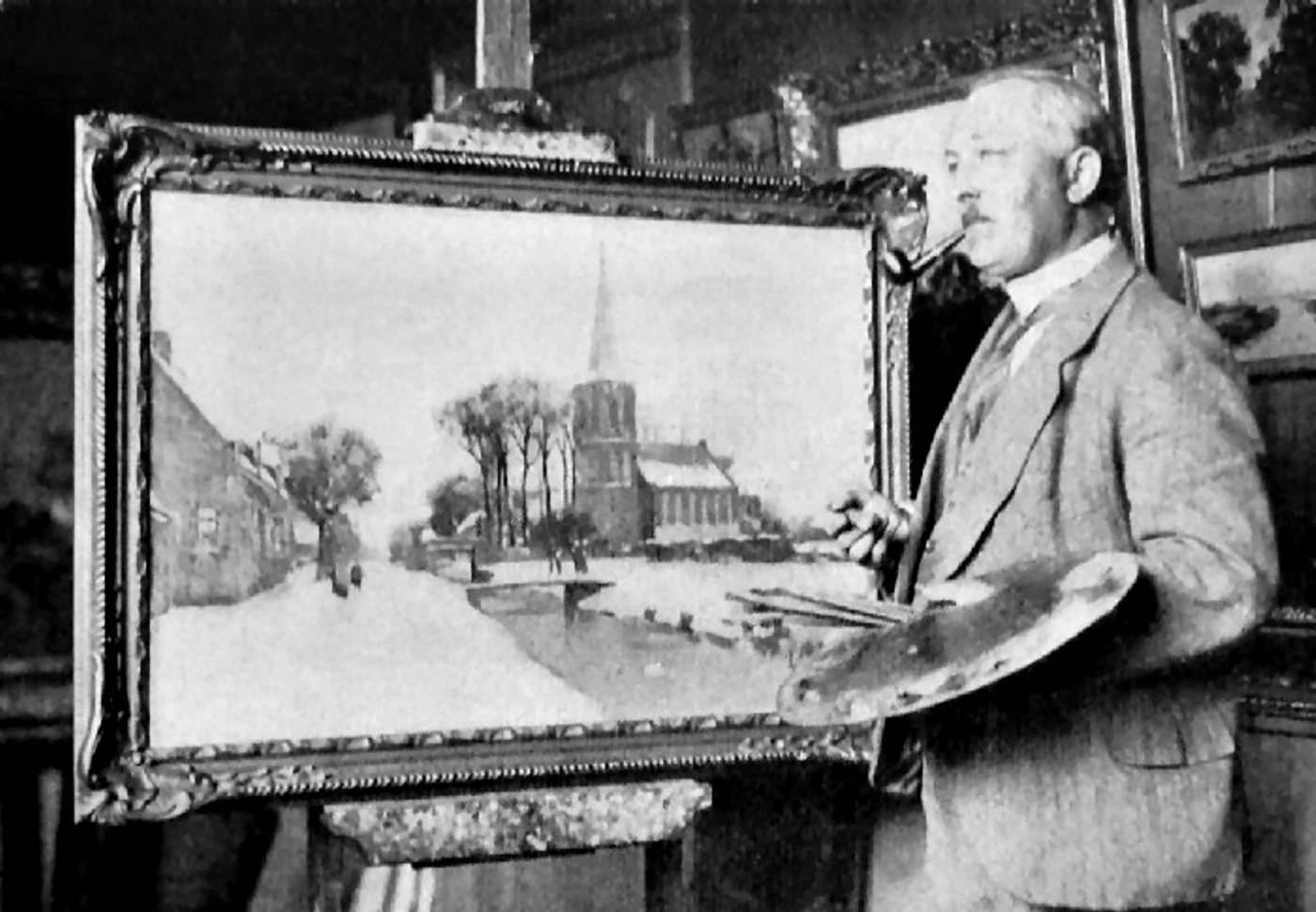
Bernard van Beek aan het werk

Bernardus Antonie ('Bernard') van Beek (Amsterdam, 30 januari 1875 – Kortenhoef, 6 maart 1941) was een Nederlands kunstschilder. Hij werkte vooral in de omgeving van Kortenhoef.

## Leven en werk
Van Beek begon bij zijn vader als decoratieschilder en ging naar de School voor Kunstambachten. Daarna vormde hij zichzelf vooral in het kunstschildersvak.
Van Beek woonde en werkte aanvankelijk in Amsterdam maar ging vanaf 1901 regelmatig naar Kortenhoef om er te schilderen. In 1911 vestigde hij zich definitief in het waterrijke dorp. Hij ontmoette er Constant Gabriël, die grote invloed had op zijn vroege werk, met name ook in zijn onderwerpskeuze: slootjes met waterlelies, drogende fuiken aan een plas en turfbaggeraars. Ook kreeg hij raadgevingen van Evert Pieters en Jan Hillebrand Wijsmuller. In de landschappen van Van Beek zijn tonaliteit en stemming erg belangrijk. De stijl van de Haagse School is duidelijk herkenbaar.
Naast gezichten en landschappen uit de directe omgeving van Kortenhoef schilderde Van Beek ook oude stadsbuurten en met name in de jaren twintig heldere, lichte dorpsgezichten.
Van Beek overleed in 1941, 66 jaar oud. Zijn werk is onder meer te zien in het Goois Museum te Hilversum.

## Galerij

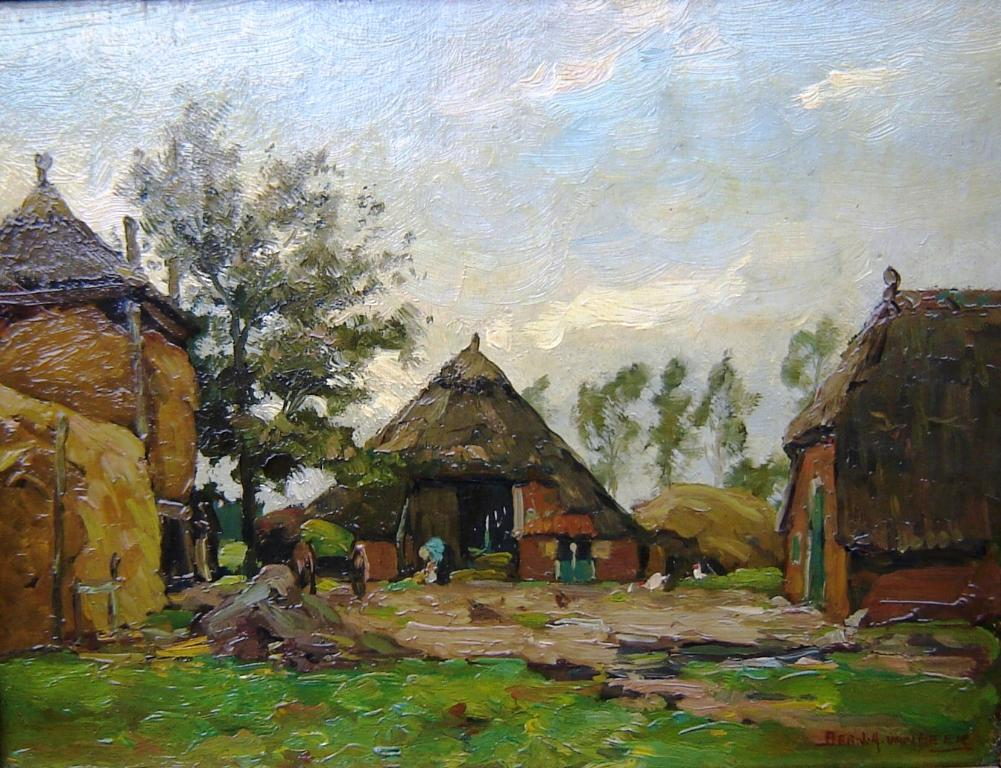
Boerenerf
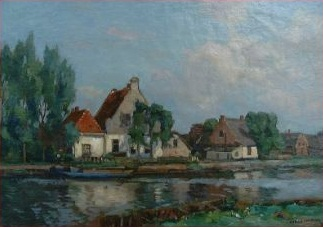
Huisjes aan de Vecht
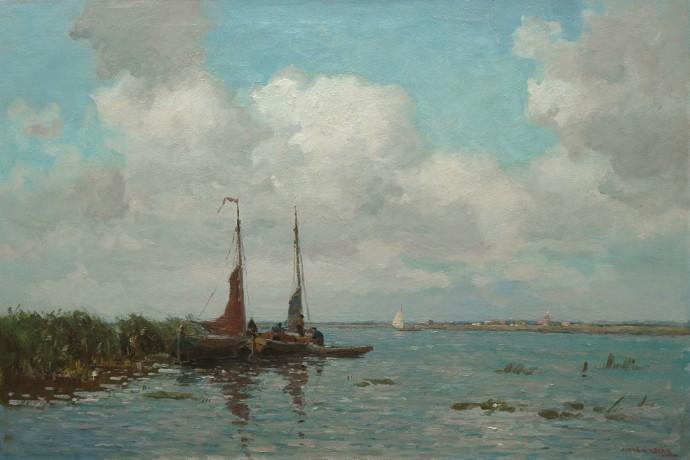
Plassen te Kortenhoef
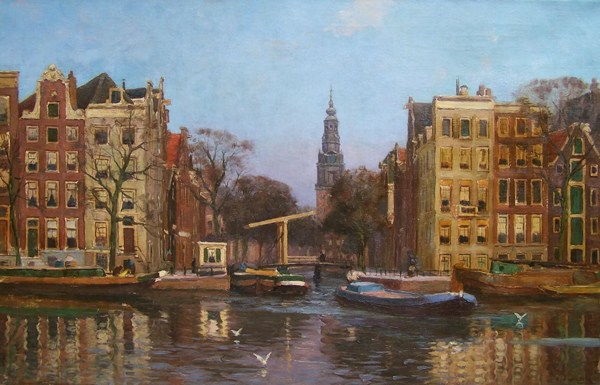
Voorburgwal, Amsterdam
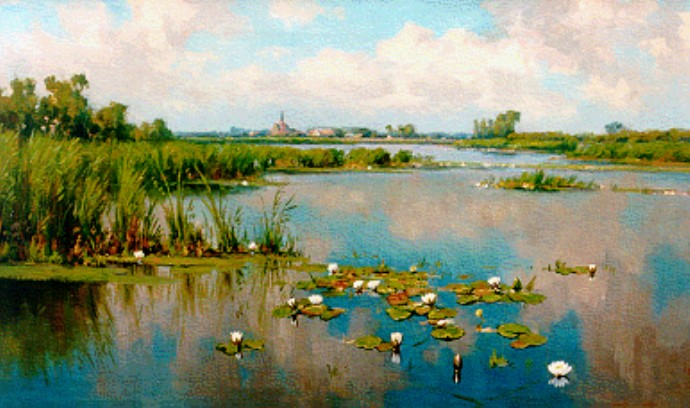
Gezicht op Kortenhoef
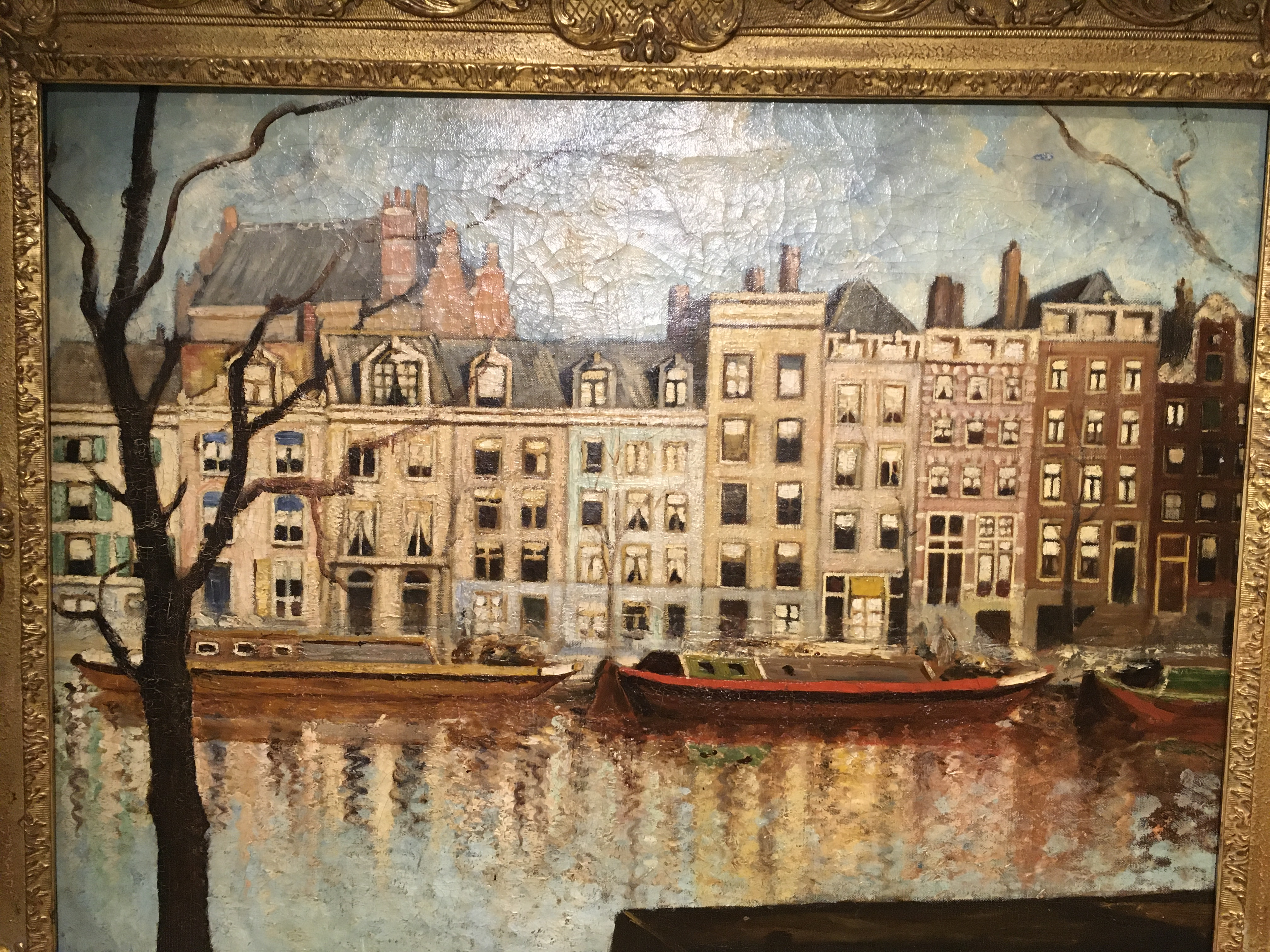
Voorburgwal,Klovenierswal,Amsterdam